# Spurio Tarpeio Montano Capitolino
Spurio Tarpeio Montano Capitolino (fl. V secolo a.C.) è stato un politico romano del V secolo a.C.

## Consolato
Spurio Tarpeio Montano Capitolino fu eletto console nel 454 a.C. insieme al collega Aulo Aternio Varo Fontinale.
Durante quell'anno non si registrarono scontri con le bellicose popolazione vicine.
Sul fronte interno i consoli dell'anno precedente, Gaio Veturio Cicurino e Tito Romilio Roco Vaticano, furono condannati a pagare un'ingente pena pecuniaria, perché avevano versato l'intero bottino ricavato nella battaglia contro gli Equi all'erario, senza che i soldati avessero la loro parte.
Nonostante questo fatto, che i patrizi vivono come un oltraggio alla loro classe, a Roma si instaura un nuovo clima di collaborazione, per il quale i tribuni della plebe decidono di non riproporre la Lex Terentilia, che viene così definitivamente accantonata.
La contesa tra plebei e patrizi si sposta allora sul terreno di chi possa proporre le leggi, iniziativa fino ad allora esercitata solo dai patrizi. Vista la distanza tra le due posizioni, con i patrizi che vorrebbero negare ai plebei questa prerogativa, si decide di inviare Spurio Postumio Albo, Aulo Manlio e Sulpicio Camerino ad Atene per trascrivere le leggi di Solone, per poter studiare a Roma le leggi ed istituzioni greche..

### Fonti primarie
- Tito Livio, Ab Urbe condita libri, Libro III.
- Dionigi di Alicarnasso, Antichità romane, Libro X.